# Risoluzione del contratto
La risoluzione del contratto è un istituto giuridico dell'ordinamento civile italiano che scioglie il vincolo contrattuale. Esso non colpisce il negozio, ma il rapporto, si può far valere solo prima che il contratto sia compiutamente eseguito.

## Tipo di risoluzione
La risoluzione può avvenire per:
- volontà delle parti;
- inadempimento;
- impossibilità sopravvenuta (impossibilità genetica ed originaria è causa invece di nullità del contratto[2]);
- eccessiva onerosità sopravvenuta.

### Volontaria
Avviene quando le parti, con un nuovo consenso, pongono fine alle conseguenze del rapporto obbligatorio esistente tra di loro. Talora è lo stesso contratto che stabilisce il diritto di recesso a favore di una o di ognuna delle parti. Nell'ipotesi il contratto si risolve in seguito alla manifestazione unilaterale di volontà che trae riconoscimento dall'anteriore accordo. Altre volte è la legge che concede il diritto di recesso unilaterale come ad es. nel contratto di mandato. Nei contratti di durata indeterminata è ammessa l'estinzione del rapporto per disdetta unilaterale.

### Legale
È prevista per i soli contratti a prestazioni corrispettive. La causa di risoluzione si manifesta durante la vita del rapporto obbligatorio nei tre casi previsti dal Codice civile ossia nell'inadempimento della controparte, nell'impossibilità sopravvenuta di una prestazione e nell'eccessiva onerosità.

#### Azione di risoluzione
Nel caso di risoluzione legale, si dovrà adire un giudice al fine di accertare il verificarsi dei presupposti per ottenere la risoluzione. Il giudice dovrà verificare, inoltre, che l'inadempimento non sia irrilevante. L'eventuale sentenza di accoglimento sarà di tipo costitutivo e gli effetti della medesima saranno retroattivi.

#### La risoluzione di diritto
La risoluzione del contratto può avvenire, oltre che per l'intervento di un giudice (ope iudicis), anche di diritto (ipso iure). I casi in cui può avvenire tale risoluzione sono espressamente previsti dal codice e sono:
- Condizione risolutiva;[5]
- Clausola risolutiva espressa;[6]
- Diffida ad adempiere;[7]
- Termine essenziale.[8]

## Riferimenti normativi
- Codice Civile